# 姜琪東
姜 琪東（カン・キドン、朝: 강현동, 1937年 - ）は、在日コリアンの俳人、実業家。高知県出身、福岡県在住。横山白虹、加藤楸邨に師事。
元アートネイチャー代表取締役会長。現在、出版社「文學の森」取締編集顧問、月刊『俳句界』発行人兼編集総務。日本ペンクラブ会員。

## 略歴
- 2004年、読売新聞（西部版）に「俳句の時空 小説の風景」（俳句姜琪東、小説坂本次郎）を毎月2回、1年間連載。
- 2006年、西日本新聞に俳句とイラストのコラボレーション「十七音の人生劇場」（俳句姜琪東、挿画井筒啓之）を毎週1回、1年間連載。
- 2008年8月21日、NHK「おはよう日本」にて俳句活動について放送される。
- 句集『身世打鈴（シンセタリョン）』を原作として、演劇『アウトローWE・望郷編』が、劇団京楽座（中西和久主宰）により、2008年11月、紀伊國屋サザンシアター（東京）と福岡県立ももち文化センター（福岡）で公演される。これに先駆け、8月18日に福岡市・アクロス福岡円形ホールにて『芝居をする男と芝居にされる男』のトークライブが開催された[1]。
- 2013年4月30日、東京・京王プラザホテルにおいて同年、6月17日大阪・ホテル阪急インターナショナルにおいて、「文學の森創立10周年パーティー」を開催。

## 著書
- 句集『パンチョッパリ（半日本人）』
  - 朝鮮凧きりきり舞ひて落ちにけり
- 句集『身世打鈴（シンセタリョン）』（1997年刊）
  - 水汲みに出て月拝むチマの母
- 『姜琪東俳句集』（1997年刊）
  - 寒月や帰る家ある幸不幸
- 句集『ウルジマラ（泣くな）』（2006年刊）
  - 「チョウセンジンきらい」と泣きし七歳(ななつ)の夏
- 句集『突進を忘れし犀』（2008年刊）
  - 生きてゐる場所が母国よ草の絮
- DVD句集『嘘』（2008年刊） 
  - 春の闇その奥にわが修羅のさま

など。